# Canis lupus columbianus
El lobo de la Columbia Británica (Canis lupus columbianus) es una subespecie de lobo gris que vive en una región estrecha que incluye aquellas partes de la costa continental y las islas cercanas a la costa que están cubiertas de bosque lluvioso templado, que se extiende desde la isla de Vancouver, Columbia Británica. al archipiélago Alexander en el sureste de Alaska. Esta área está delimitada por las montañas Costeras.

## Taxonomía
El lobo fue clasificado por primera vez como una subespecie distinta en 1941 por Edward Goldman, quien describió su espécimen como grande con un cráneo muy parecido al de C. l. pambasileus, y cuyo pelaje es generalmente de color canela. Este lobo es reconocido como una subespecie de Canis lupus en la autoridad taxonómica Mammal Species of the World (2005).
Los estudios que utilizan ADN mitocondrial han indicado que los lobos de la costa sureste de Alaska son genéticamente distintos de los lobos grises del interior, lo que refleja un patrón también observado en otros taxones. Muestran una relación filogenética con lobos extirpados del sur (Oklahoma), lo que indica que estos lobos son los últimos restos de un grupo una vez extendido que ha sido extirpado en gran parte durante el siglo pasado, y que el Los lobos del norte de América del Norte se habían expandido originalmente desde los refugios del sur debajo de la glaciación de Wisconsin después de que el hielo se derritiera al final del Último Máximo Glacial. Estos hallazgos ponen en duda la clasificación taxonómica de C. l. nulibuspropuesto por Nowak. Otro estudio encontró que los lobos de la costa de la Columbia Británica eran genética y ecológicamente distintos de los lobos del interior, incluidos otros lobos del interior de la Columbia Británica. [2] Un estudio de los tres lobos costeros indicó una estrecha relación filogenética entre regiones que son geográfica y ecológicamente contiguas, y el estudio propuso que Canis lupus ligoni (lobo del archipiélago Alexander), Canis lupus columbianus (lobo de Columbia Británica) y Canis lupus crassodon (lobo de la isla de Vancouver) debe reconocerse como una sola subespecie de Canis lupus.
En 2016, dos estudios compararon las secuencias de ADN de 42.000 polimorfismos de un solo nucleótido en lobos grises de América del Norte y encontraron que los lobos costeros eran genética y fenotípicamente distintos de otros lobos. Comparten el mismo hábitat y especies de presas, y forman uno de los seis ecotipos identificados en el estudio : una población genética y ecológicamente distinta separada de otras poblaciones por su diferente tipo de hábitat. La adaptación local de un ecotipo de lobo probablemente refleja la preferencia del lobo de permanecer en el tipo de hábitat en el que nació. Los lobos que se alimentan de peces y ciervos pequeños en ambientes costeros húmedos tienden a ser más pequeños que otros lobos.